# Gino Loria

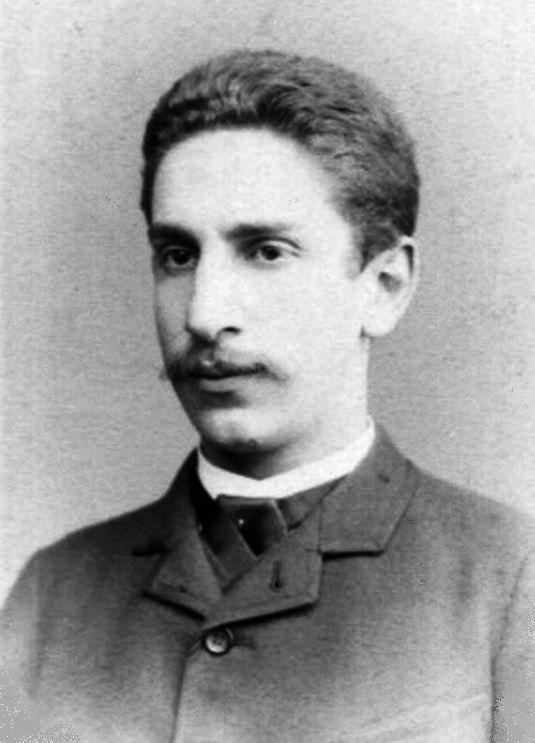
Gino Loria, um 1880

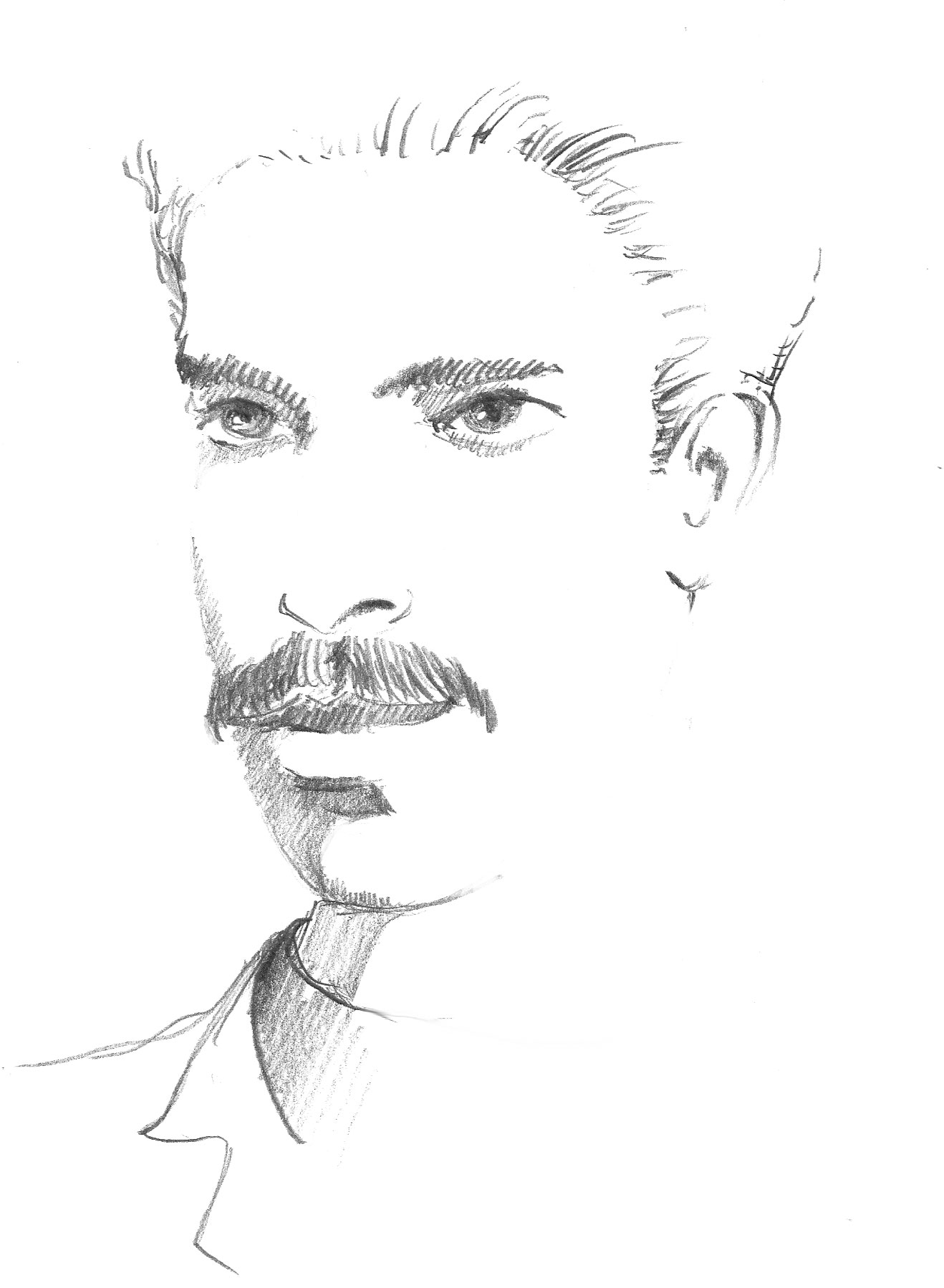
Gino Loria, Gemälde

Gino Benedetto Loria (* 19. Mai 1862 in Mantua; † 30. Januar 1954 in Genua) war ein italienischer Mathematikhistoriker.

## Leben
Loria studierte Mathematik in Mantua, Turin und Pavia und wurde 1883 in Turin promoviert. Danach war er Assistent von Enrico D’Ovidio an der Universität. Ab 1886 war er (als Ergebnis eines damals üblichen Wettbewerbs) Professor für Algebra und analytische Geometrie in Genua. Während der Verfolgung durch die Faschisten (Loria war Jude) verbarg er sich bei den Waldensern im Val Pellice.
Loria beschäftigte sich u. a. mit projektiver Geometrie und speziellen algebraischen Kurven. Bekannt wurde er als Mathematikhistoriker. Er verfasste eine Mathematikgeschichte und befasste sich speziell mit antiker griechischer Mathematik.
Er war seit 1897 Herausgeber des Bollettino di bibliografia e storia delle scienze matematiche.
Loria war Mitglied der Accademia dei Lincei, der Turiner Akademie der Wissenschaften und seit 1913 auch der Leopoldina.
Der Asteroid (27056) Ginoloria wurde am 28. Januar 2002 nach ihm benannt.

## Schriften

### Bücher
- Spezielle algebraische und transzendente ebene Kurven, deutsch von F. Schütte, Leipzig: B.G. Teubner, 1902.
- Vorlesungen über Darstellende Geometrie, 2 Bände, Leipzig: B.G. Teubner, 1907.
- Die hauptsächlichsten Theorien der Geometrie in ihrer früheren und heutigen Entwickelung, Leipzig: B.G. Teubner, 1907.
- Le scienze esatte nell'antica Grecia, Mailand: U. Hoepli, 1914.
- Curve sghembe speciali algebriche e trascendenti, 2 Bände, Bologna: Zanichelli, 1925.
- Storia delle matematiche dall'alba della civiltà al tramonto del secolo XIX, 3 Bände, Turin: STEN, 1929–1933; Mailand: U. Hoepli, 1950.

### Buchkapitel
- mit Gustav Kohn: Spezielle ebene algebraische Kurven, Encyklopädie der mathematischen Wissenschaften.
- Spezielle ebene algebraische Kurven von höherer als vierter Ordnung, Enzyklopädie der mathematischen Wissenschaften.
- Perspektive und Darstellende Geometrie, in: Moritz Cantor (Hrsg.): Vorlesungen über Geschichte der Mathematik, Band 4, Teubner 1908 (behandelt wird das 18. Jahrhundert).

### Artikel
- La scienza nel secolo 18. In: Scientia. 45, 1929, S. 1–12.
- Lo sviluppo delle matematiche pure durante il secolo 19. Parte 1: La Geometria: dalla geometria descrittiva alla geometria numerativa. In: Scientia. 45, 1929, S. 225–234.
- Lo sviluppo delle matematiche pure durante il secolo 19. Parte 2: La Geometria: dalla geometria differenziale all'analysis situs. In: Scientia. 45, 1929, S. 297–306.
- La legge d'evoluzione propria delle matematiche. In: Scientia. 41, 1927, S. 321–332.